# Выходные сведения

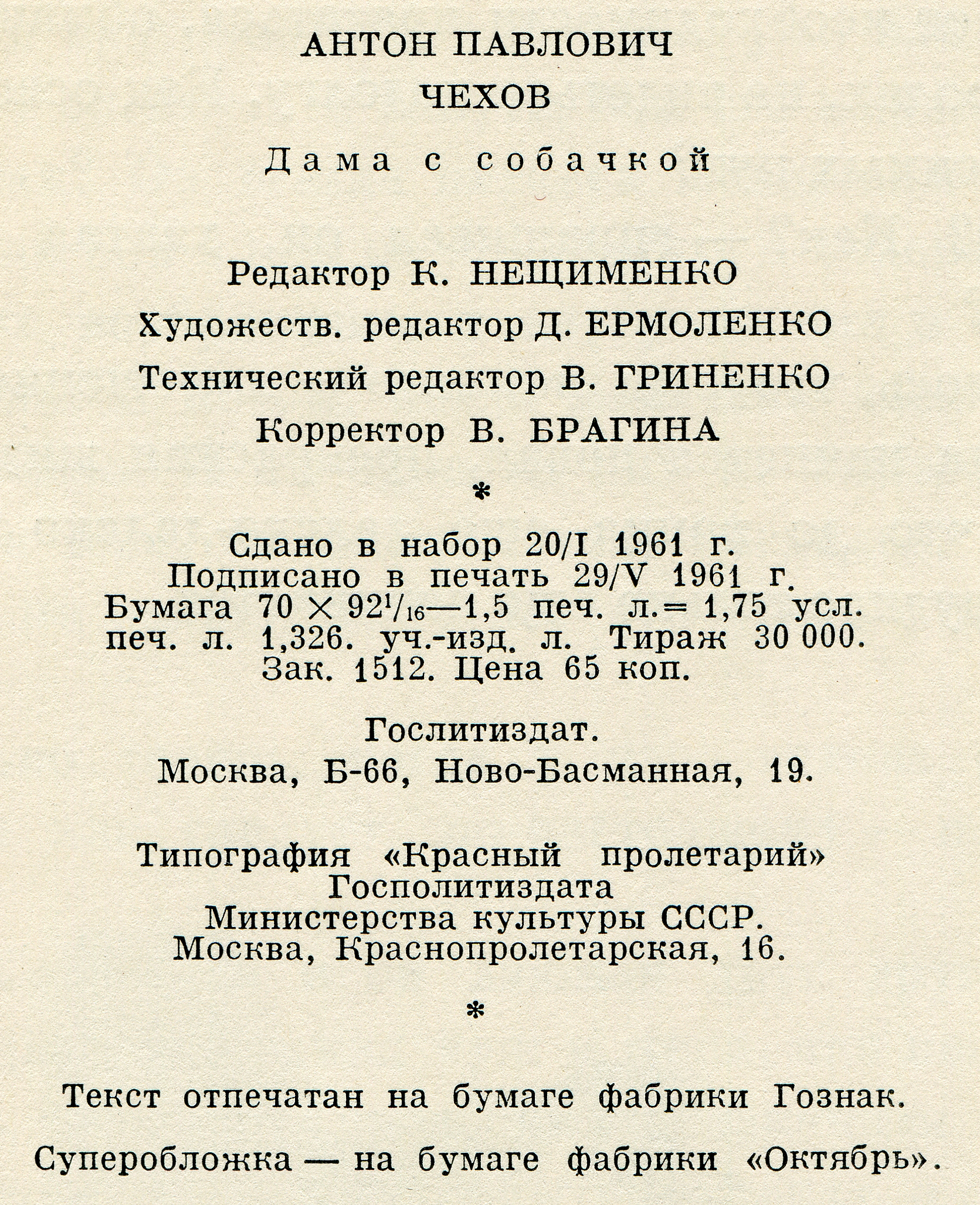

Выходны́е све́дения — сведения о печатном издании, необходимые для его библиографической обработки и статистического учета, а также для информирования потребителя.

## Описание
Выходные сведения располагаются на титульном листе, обороте титульного листа, последней странице. Выходные сведения облегчают расстановку и поиск книг в библиотеках, книжных магазинах.
В СССР последний формат выходных сведений устанавливал ГОСТ 7.4—77 и его обновлённая версия — ГОСТ 7.4—86. В то время элементом выходных сведений наряду с другими был комплексный книготорговый индекс-шифр.
В России этот формат первоначально определял ГОСТ 7.4—95.
С 1 января 2007 года содержание и расположение выходных сведений регламентирует ГОСТ Р 7.0.4-2006 «СИБИД. Издания. Выходные сведения. Общие требования и правила оформления». Согласно ГОСТу выходными сведениями являются:
- международный стандартный номер сериального издания (ISSN);
- надзаголовочные данные;
- имя автора (соавторов);
- заглавие издания;
- подзаголовочные данные;
- выходные данные;
- сведения об издании, с которого сделан перевод или перепечатка;
- классификационные индексы (УДК и ББК);
- авторский знак;
- международный стандартный книжный номер (ISBN);
- знак охраны авторского права;
- надвыпускные данные;
- выпускные данные.

Кроме того в издании могут быть помещены аннотация или реферат, а также макет аннотированной карточки.
C 1 сентября 2011 года соблюдение книгоиздательских ГОСТов, как и всех стандартов, не включённых в перечень обязательных, носит добровольный характер.